# Pisos térmicos

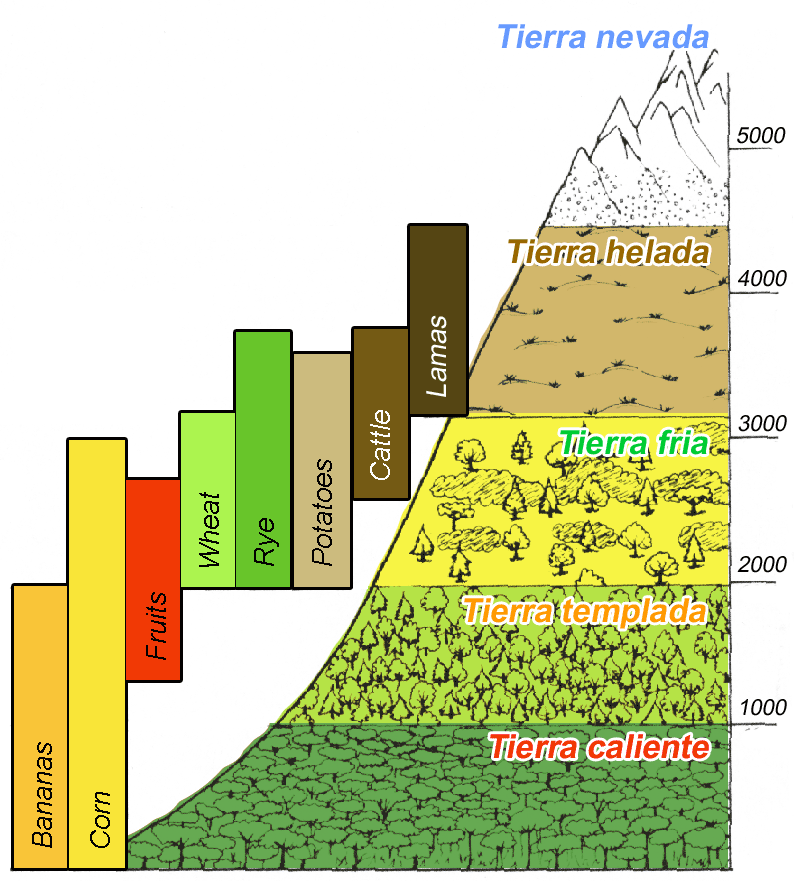
Pisos térmicos de los Andes basado en las teorías de A. von Humboldt.

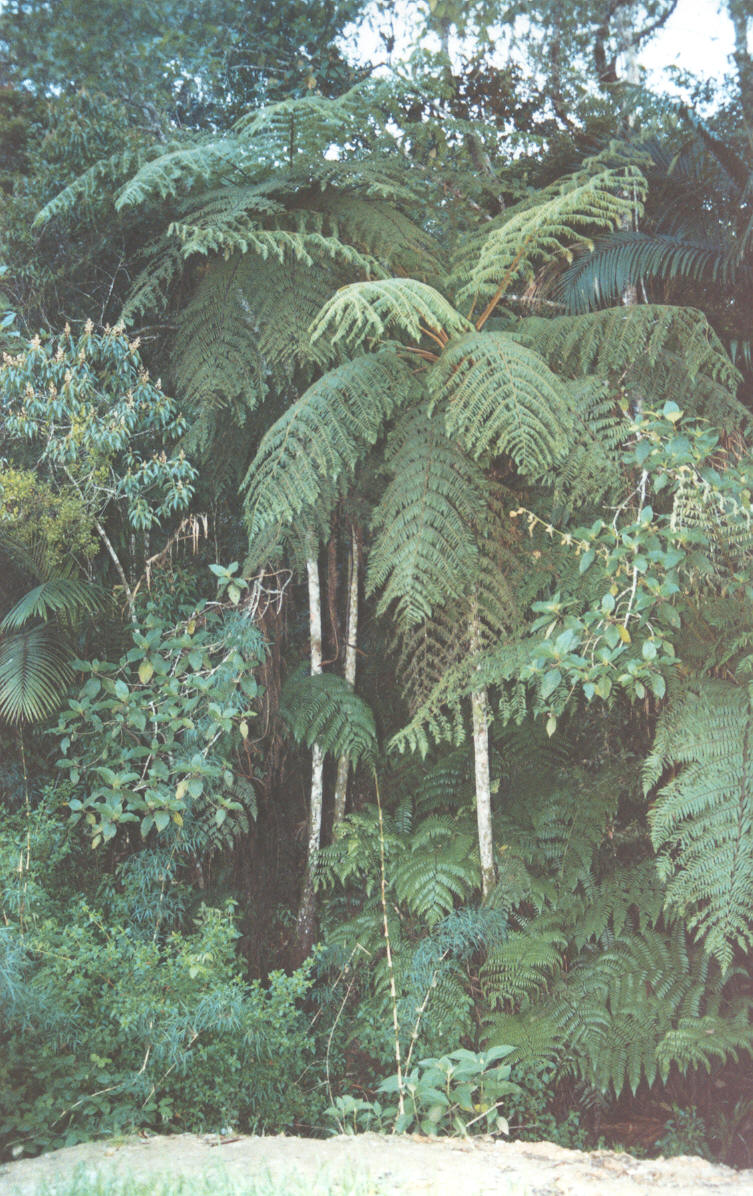
Helechos arborescentes de unos 10 m de altura en la Cordillera de la Costa, a unos (metros sobre el nivel del mar), cerca de la Colonia Tovar, Venezuela.

El relieve constituye el factor modificador del clima de mayor importancia, sobre todo en la zona intertropical, por lo que los distintos tipos climáticos están relacionados principalmente con la altitud relativa determinada por ese relieve. Surge así el concepto de pisos térmicos, también llamados pisos climáticos, pisos bióticos, pisos ecológicos o pisos altitudinales, dependiendo de los criterios que se tomen en cuenta.

## Denominaciones
Existen varias razones que podrían fundamentar el empleo de una de dichas denominaciones en lugar de las otras. Por ejemplo, no sólo varía la temperatura atmosférica con la altura relativa sino también otros elementos del clima como son la humedad, las precipitaciones, los efectos de los vientos (sobre todo, a escala local) y, por supuesto, la presión atmosférica. Así, la denominación de pisos climáticos podría preferirse si vamos a estudiar detalladamente la forma como la altitud en la zona intertropical modifica todos y cada uno de los elementos climáticos. Lo mismo podemos decir con respecto a la denominación de pisos bióticos ya que puede tener mucha importancia estudiar la adaptación de los seres vivos a las diferencias de altitud.

## Altitud y temperatura
La progresión de la altitud relativa en la zona intertropical da origen a una disminución considerable de la temperatura, aproximadamente, 1 °C por cada 180 m de altura (a esto se denomina gradiente térmico). Esta disminución de la temperatura con la altitud determina lo que se conoce como pisos térmicos, y algunos autores se refieren también a la existencia de fajas o bandas de acuerdo a la altura relativa del relieve, en lugar de pisos. Surge así lo que algunos autores han denominado la Geografía «altitudinal» en los países intertropicales. Se han definido 4 o 5 pisos (según diversos autores), en los cuales, las temperaturas medias, las precipitaciones y la insolación pueden variar lo suficiente como para hablar de climas distintos según la altitud. Así pues, como en la zona intertropical las temperaturas medias varían poco a lo largo del año (los climas intertropicales son climas isotermos), la altitud se convierte en el factor climático de mayor importancia, como ya se ha dicho. El concepto de pisos climáticos viene así a definir con mayor precisión los climas de montaña en la zona intertropical.
La monumental obra de Maurice Herzog La Montaña, que constituye una verdadera enciclopedia de este tema, hace referencia al escalonamiento de las temperaturas, a la influencia del relieve sobre las lluvias y, en general, a la modificación del clima por el relieve.

## Pisos térmicos en la zona templada

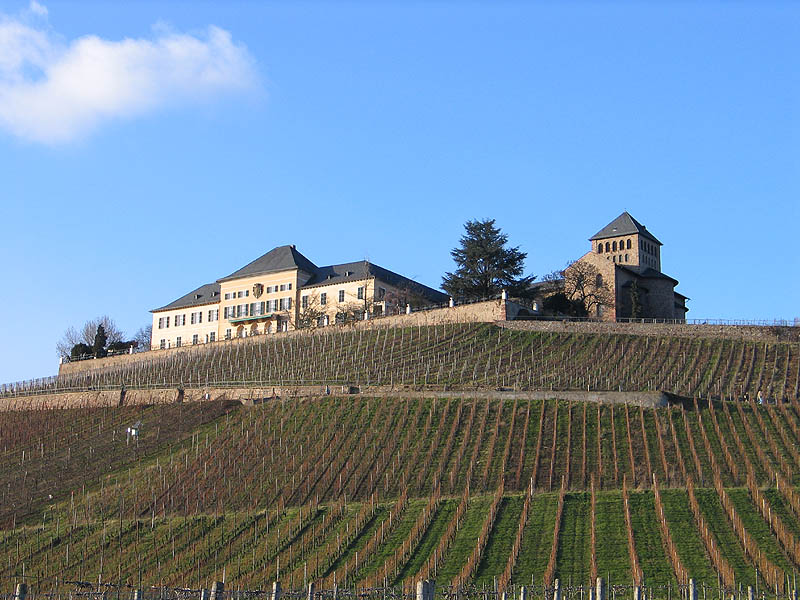
El palacio - fortaleza Johannisberg en el Rheingau, Alemania, con cultivos de viña hacia el sur, en la vertiente de solana.

El clima varía con la altura en cualquier lugar de la superficie terrestre, pero solo en la zona intertropical podemos hablar de pisos térmicos en sentido estricto ya que en las zonas templadas, la carencia de algunos pisos altitudinales hace que este concepto no tenga plena validez. A pesar de ello, la existencia de fajas altitudinales comenzaron a estudiarse primero en las montañas europeas y en otras partes de la zona templada.

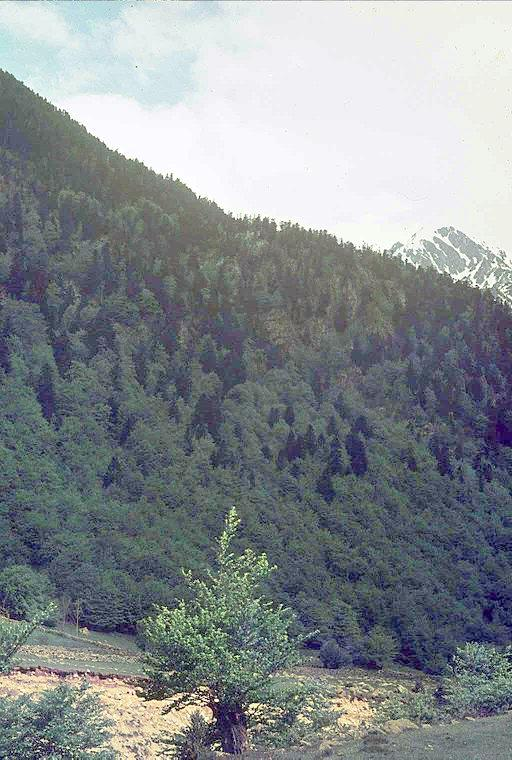
En la imagen de los dos tipos de bosque en los Pirineos (árboles caducifolios abajo y coníferas más arriba) puede verse la diferencia ecológica que marca la distinta altitud en los bosques de las montañas de la zona templada. Los árboles de hoja ancha resisten menos el frío, por lo que se ve nítidamente el nivel en el que son sustituidos gradualmente por las coníferas como el abeto común (Abies alba).

Ya en el siglo XVIII, con las primeras ascensiones a los Alpes, que iniciaron Horace-Bénédict de Saussure y sus seguidores comenzó a hablarse de las modificaciones que la altitud introduce en la vida de las plantas y animales y en la disposición de pisos altitudinales de acuerdo a las temperaturas máxima y mínima de los mismos. Sin embargo, en la zona templada, no es la altitud el único modificador del clima en general y de la temperatura en particular ya que otros factores, como la insolación, la disposición de las montañas con relación a los vientos y otros vino a modificar localmente los climas de montaña, que el propio Köppen englobó a todos ellos como climas indiferenciados de montaña (Climas H). Este hecho hizo que no se pudiera aplicar la clasificación climática de Köppen a la zona intertropical, sin adaptaciones necesarias, de las que Trewartha y Thorntwhite hicieron las que recibieron la mayor aceptación.
Podría decirse que, en los Alpes europeos, los pisos de cultivo, de bosques, de praderas alpinas y de nieves perpetuas, tienen sus límites a muy distintas alturas según sea la exposición a los vientos y a la insolación. Así, las laderas montañosas orientadas hacia el norte tendrán unos pisos térmicos bastante más bajos que en las laderas o vertientes de solana, que son las orientadas hacia el sur. En el valle alto del Ródano, en Suiza, por ejemplo, casi todos los pueblos, caseríos y chalés dispersos se encuentran en la vertiente de solana, que está ubicada en las laderas de la margen derecha de dicho río.
Y este factor térmico no incide sólo en el asentamiento de los seres humanos, sino también en la Geografía de las plantas o fitogeografía y en la zoogeografía. Un ejemplo muy claro está en la ubicación de las terrazas de cultivo para la vid en los valles del Rin, del Duero en Portugal y en muchas otras partes y ello se debe a la necesidad que tiene este cultivo y muchos otros de tener una provisión suficiente de rayos solares que no se conseguiría en las laderas o vertientes de umbría.
Por otra parte, los climas de las zonas templadas no son isotermos como en la zona intertropical sino que tienen variaciones notables de temperatura durante las estaciones y ello ocurre en cualquier piso térmico que nos encontremos. Así no existe ningún piso térmico que podamos definir como piso macrotérmico o tierra caliente, ni tampoco subtropical y en el llamado piso templado, las variaciones de la temperatura son mucho más fuertes a lo largo del año en la zona templada que en la intertropical, lo que desvirtúa en gran parte la idea que se ha señalado acerca de los pisos térmicos y la disposición de los mismos y de su vegetación a medida que aumenta la altitud. Lo que se ha tratado siempre de hacer es comparar los pisos térmicos de la zona templada con los de la zona intertropical para ver las diferencias existentes y tratar de explicarlas. Humboldt fue el primero que hizo esta especie de comparación cuando ascendió al Teide en las islas Canarias y luego a algunos picos andinos.

## Pisos térmicos en la zona intertropical
En la zona intertropical, donde el concepto de pisos climáticos ha sido muy bien estudiado, se suele considerar la existencia de 5 pisos, comenzando con el nivel inferior que corresponde a lo que tradicionalmente se conoce como "tierra caliente" o piso macrotérmico y siguiendo con los pisos subtropical, templado, frío, páramo y helado. Si bien en Colombia sólo se tiene en cuenta cálido, templado, frío, páramo y nieves perpetuas sin incluir "subtropical". A cada piso indicado corresponde alguno o varios bioindicadores vegetales característicos.

### Piso macrotérmico

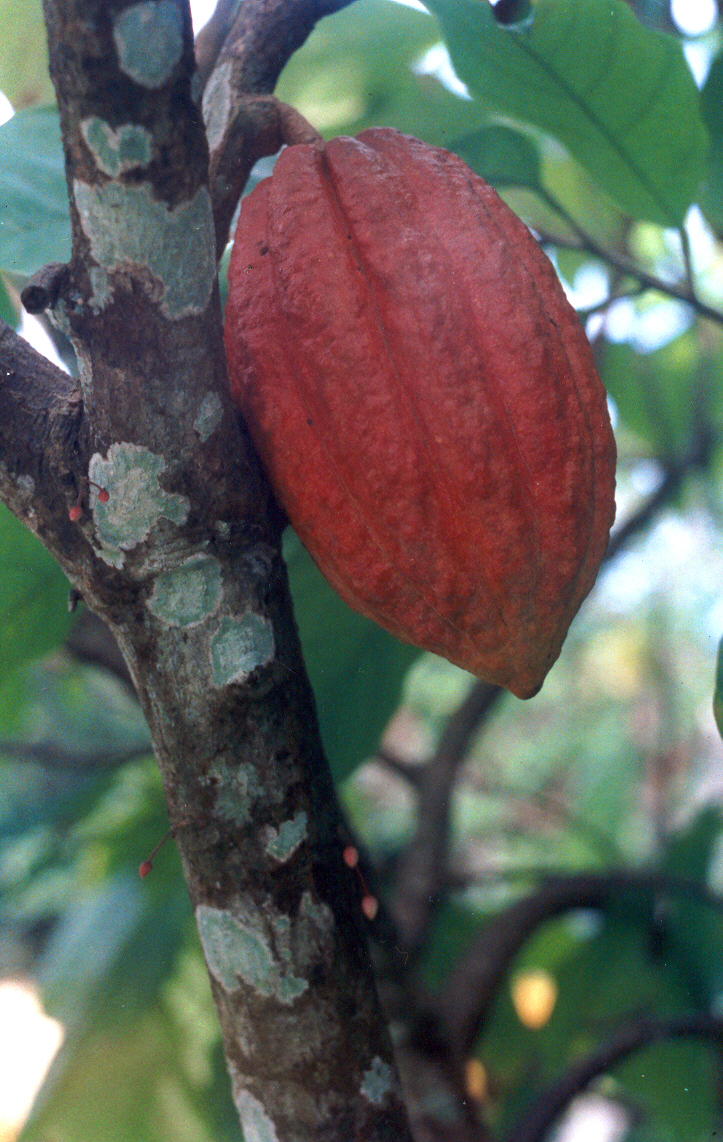
Nuez o mazorca de cacao, de unos 18 cm de longitud, en la zona de Barlovento, Estado Miranda, Venezuela.

Piso tropical, cálido, de tierras bajas o en realidad, la tierra caliente, ubicada entre el nivel del mar (28 °C de temperatura promedio anual) y los 900-1000 m s. n. m. (metros sobre el nivel del mar) con una temperatura promedio superior a 24 °C en este nivel superior, no se suele incluir como uno de los pisos térmicos, ya que su clima podría quedar mejor definido por la propia clasificación climática de Köppen (climas cálidos en sus distintas variantes: Af, Am y Aw). En la tierra caliente la planta autóctona representativa de la zona intertropical americana es el cacao, que crece como una planta de sotobosque en un clima cálido y húmedo durante todo el año. También la yuca que, a diferencia de la papa, no es una planta de sotobosque y no presenta tubérculos, sino que se aprovechan sus raíces para su uso directo como alimento o para la producción de casabe, el cual viene a ser una forma autóctona americana del pan que siempre ha venido consumiendo la población indígena. En las llanuras de la zona intertropical la vegetación es muy variada, sobre todo en las selvas lluviosas (selva pluvial macrotérmica o selva ecuatorial, selva de galería, etc.) y en menor grado, en las zonas de sabana y bosques tropófilos.

### Piso subtropical
Piso premontano, semicálido o subtropical, aunque esta última podría considerarse una denominación poco apropiada ya que es un piso de la zona intertropical, pero es la más usada. Es un piso intermedio o de transición entre los niveles de la tierra caliente y la templada, donde las temperaturas son próximas a las del clima subtropical pero con menor amplitud térmica. Se encuentra entre los 900 y los 1700 m s. n. m. (metros sobre el nivel del mar) de altitud promedio. Corresponde a lo que en Venezuela se conoce como piso del café, ya que en él se localizan las principales plantaciones de este cultivo. Las temperaturas promedio se ubican entre los 24 °C a los 900 m s. n. m. y los 18 °C a los 1700 m s. n. m.

### Piso mesotérmico o tierra templada

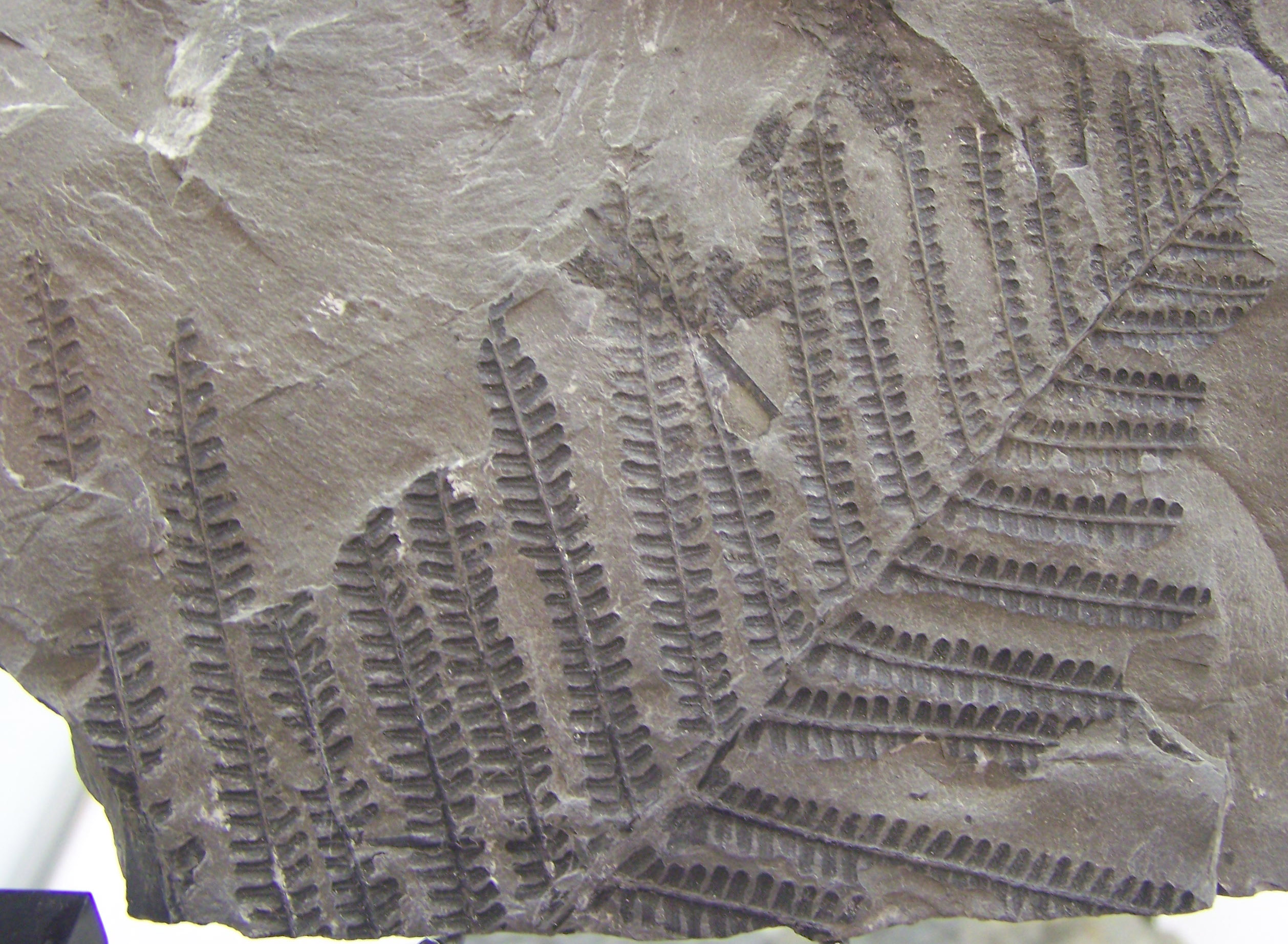
Hojas fosilizadas de un helecho arborescente del período Carbonífero de la era paleozoica, hace unos 330 millones de años.

Piso mesotérmico, templado o montano bajo. Se localiza entre los 1700 y los 2500 m s. n. m. (18 a 15 °C de temperatura media anual, aproximadamente). Es el nivel de las flores y de las hortalizas en la zona intertropical. Constituye una de las regiones ecológicas más productivas por hectárea de nuestro planeta, si omitimos el efecto y los riesgos de las pendientes para la agricultura intensiva. De hecho, algunas mesetas intermontanas ubicadas en este piso (la región de Cundinamarca en Colombia, por ejemplo) pueden producir rosas y otros productos de la agricultura intensiva como para abastecer un mercado muy amplio en todo el mundo. Como esta altura es bastante favorable para la producción de lluvias orográficas en las laderas de los vientos dominantes viene a ser, aproximadamente, el piso de la selva nublada (también llamado bosque montano alto), caracterizado por la gran variedad de la vegetación y una gran adaptación y estabilidad ecológica y climática, mostrada por la presencia de helechos arborescentes, como puede verse en la imagen tomada con ayuda de iluminación artificial (por la oscuridad ya en horas de la tarde), junto a la carretera de Caracas a la Colonia Tovar. Los helechos arborescentes constituyen una especie vegetal muy antigua, una de las primeras que aparecieron en la Historia geológica de la Tierra: de hecho, los depósitos de carbón más antiguos que se han encontrado en Europa contienen numerosos restos fosilizados de hojas y ramas de estas plantas como puede verse en la imagen. Entre otras plantas de cultivo, también el café es cultivado en este piso, además de la papa, que viene a continuarse en el piso superior (tierra fría). En las laderas montañosas de barlovento (e incluso en las de sotavento a partir de los 2000 m s. n. m.), se encuentra, siempre en la zona intertropical, el tipo de selva montana o nublada (algunos autores se refieren a este tipo de selva como bosque montano alto).

### Piso frío o microtérmico
Piso frío, templado-frío, microtérmico, montano alto o subalpino. Este piso se ubica entre los 2500 y los 3400 m s. n. m. (14 a 8 °C). Es el nivel ecológico de la papa (o patata), lo cual significa que las condiciones ecológicas de este piso son las más apropiadas para su cultivo, aunque también puede cultivarse en otros pisos. Además, también se desarrollan aquí (al igual que en el piso templado) muchos otros cultivos de los climas extratropicales. En sentido inverso, también la papa se ha introducido en climas templados y fríos de las zonas templadas y frías (en áreas ubicadas a menor altura que en la zona intertropical) con muy buenos resultados. De hecho, aunque la papa es un cultivo americano, autóctono de la cordillera andina (específicamente del Perú, donde existe una gran cantidad de variedades), el continente con mayor producción de este tubérculo es Europa (Rusia, Polonia, Alemania, etc.).

### Piso páramo o puna

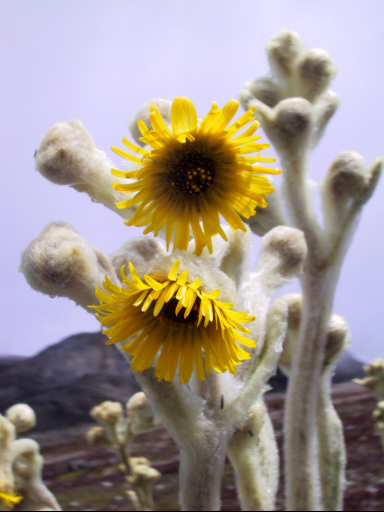
Frailejón Espeletia schultzii, endémico en los páramos de Colombia, Ecuador y Venezuela.

El piso paramero, páramo, puna, frígido, alpino o de tundra alpina, es el que se ubica entre los 3400 y 4800 m s. n. m. (8 a 0 °C, aproximadamente). En las tierras altoandinas, el término páramo tiene una connotación distinta a la que tiene en Castilla (España). En España se denomina páramo a una tierra elevada y casi estéril que forma parte de mesas (o mesetas) recortadas por la erosión.

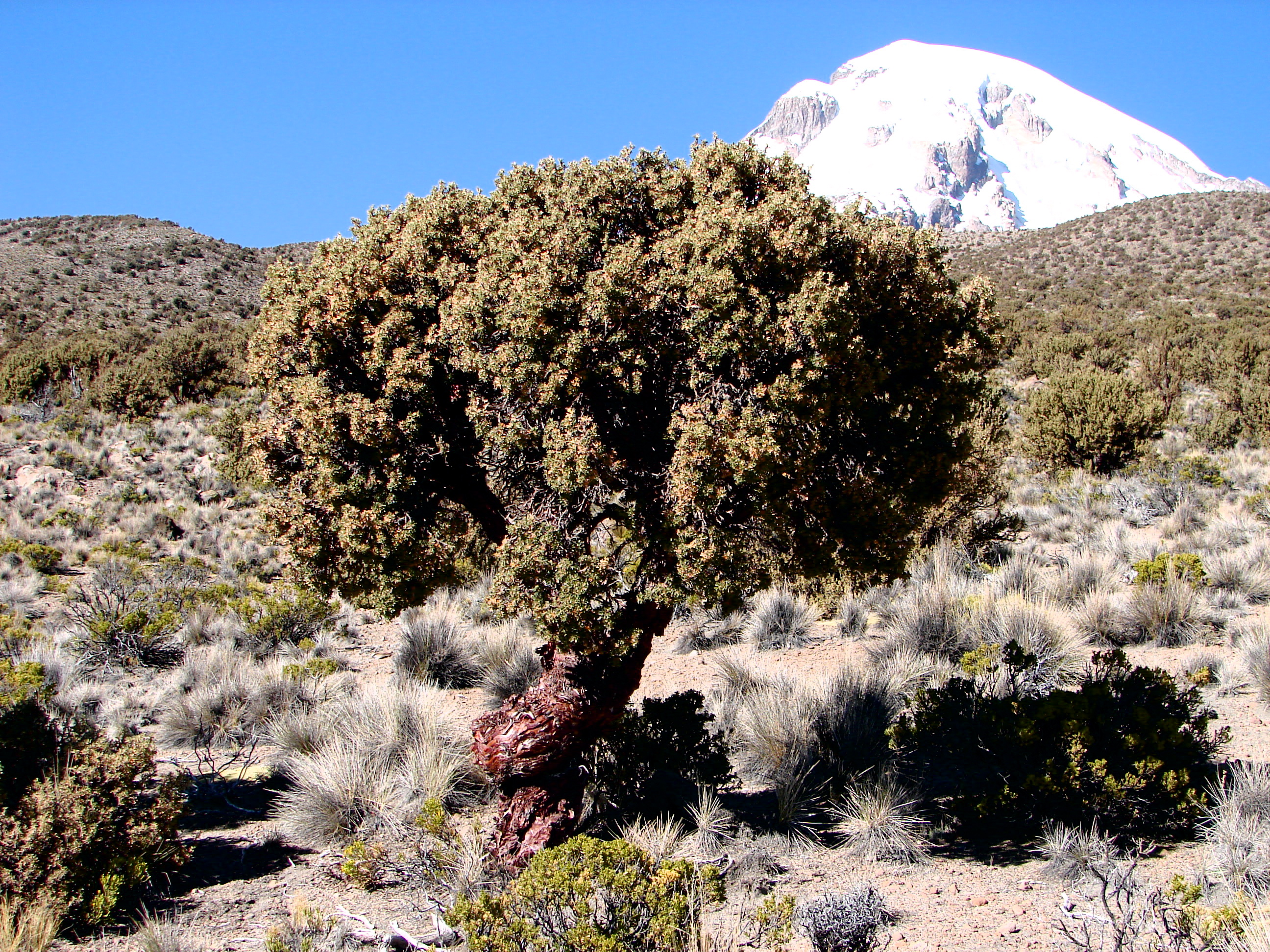
Coloradito (Polylepis rugulosa) fotografiado a (metros sobre el nivel del mar) en Bolivia, con el volcán Sajama al fondo.

En cambio, en la América intertropical, se denomina páramo a las tierras con vegetación de praderas alpinas, con abundancia de plantas con flores adaptadas a un clima siempre frío, con temperaturas que oscilan entre los 0 y los 10 °C en sus límites superior e inferior, respectivamente. Las plantas típicas de esta faja altitudinal son, de nuevo en el continente americano, algunas especies de frailejón (Espeletia argentea) existentes, principalmente, la Espeletia schultzii y la Espeletia moritziana. En Venezuela se suele cultivar trigo en este piso, con cuya harina se suelen elaborar las arepas andinas, muy populares en la región. Sin embargo, un aprovechamiento más importante desde el punto de vista económico es el de la ganadería vacuna, teniendo en cuenta que el ganado necesita en este piso ecológico algún suplemento alimenticio a base de calcio. También se encuentra en esta zona, un tipo de árbol característico con tronco y ramas de color rojizo (por lo que en algunas partes se llama coloradito), que constituye el árbol que crece a mayor altura en el mundo, hasta unos 4000 m s. n. m. o más. El nombre científico de este género de plantas es polylepis y forma bosques en zonas relativamente protegidas por el relieve, en los páramos de la zona intertropical americana.

### Piso gélido
El piso gélido, helado o nival es el que se encuentra por encima de los 4800 m s. n. m. (metros sobre el nivel del mar), es decir, el nivel que corresponde con las nieves perpetuas, aunque no se trata de una altitud uniforme, ya que también depende de la orientación del relieve con respecto a la insolación (las vertientes de solana presentan un límite superior a los 4700 m s. n. m. y las de umbría se encuentran por debajo de esta altitud).
Como la temperatura disminuye menos con la altura en la zona intertropical, el nivel de las nieves perpetuas se presenta a una mayor altitud que en las zonas templadas y, todavía más que en las zonas polares. Fue Humboldt el que estudió de forma sistemática este fenómeno, indicando las curvas de nivel de algunos pisos térmicos y estableciendo el nivel de las nieves perpetuas en casi 5000 m s. n. m.
Previamente a este viaje en el que ascendió a diversas montañas andinas, había medido la altitud de las nieves en el Teide, lo cual le sirvió de base comparativa para ver las variaciones del nivel de las nieves perpetuas en la zona equinoccial. Como las temperaturas en la zona intertropical son más uniformes a lo largo del año que en las zonas templadas, el nivel inferior de las nieves varía poco a lo largo y ancho de dicha zona. Sin embargo, cuanto mayor es la distancia desde el ecuador, existe una diferencia creciente entre las laderas montañosas dependiendo de la orientación. Ello se debe a la mayor insolación que reciben las laderas de cara al hemisferio opuesto (de cara al sur en el hemisferio norte y de cara al norte en  el hemisferio sur), en las que el nivel de las nieves perpetuas se encuentra a mayor altura, lo que origina que la población pueda establecerse también a mayor altura en dichas laderas.
En zonas cercanas al ecuador, donde la orientación norte o sur no es tan relevante, el nivel del piso helado puede verse afectado por otros factores como la meteorología. En Venezuela, por ejemplo, donde los Andes tienen una orientación de suroeste a noreste, las laderas donde el nivel es más bajo son las que miran hacia el noreste y no las que están orientadas hacia el sureste, por recibir la insolación durante la mañana que es cuando hay menos nubes. Este fenómeno ha sido descrito por Antonio Luis Cárdenas Colménter en varias de sus obras, por ejemplo, en una obra de Geografía de Venezuela del año 2000.

## Factores que modifican los pisos térmicos en la zona intertropical
Existen algunos factores locales o regionales que modifican la amplitud de los pisos térmicos y las alturas máximas y mínimas de los mismos. Los principales son:

### Latitud
Por definición, la zona intertropical tiene una amplitud en sentido norte-sur de unos 47° aproximadamente (de un trópico a otro) por lo que esa diferencia en cuanto a la latitud afecta en cierta medida, tanto los umbrales entre los distintos pisos térmicos (ubicados a mayor altura en las latitudes próximas a los trópicos) como la orientación del relieve con respecto a la insolación ya que teóricamente, los efectos de la insolación (laderas montañosas de solana o de umbría) no tienen mayor importancia en las zonas ecuatoriales, puesto que tanto las laderas que miran hacia el sur como las que miran hacia el norte reciben aproximadamente la misma insolación a lo largo del año. Así pues, en la zona intertropical, se presentan desde el nivel del mar hasta los 800-900 m s. n. m. (que equivalen a lo que se conoce como tierra caliente o piso macrotérmico en la clasificación climática según los pisos térmicos) los tres tipos de climas cálidos señalados en la clasificación climática de Köppen: Af (clima intertropical lluvioso o clima de selva; cálido y húmedo durante todo el año), el clima Aw o clima de sabana (intertropical lluvioso con una estación seca) y Am o clima monzónico, en el que la estación lluviosa es mucho más intensa debido a la diferencia estacional de las presiones atmosféricas entre el continente y el océno. En sentido estricto, este clima Am o monzónico solamente se presenta en el sur y sureste de Asia, donde el continente se calienta mucho durante el verano, lo cual ocasiona un centro de baja presión que atrae a los vientos que vienen del océano Índico cargados de humedad. Además, estos vientos producen lluvias orográficas al ser obligados a ascender por las cordilleras más elevadas del planeta (el Himalaya y otras). Estos tres tipos climáticos suelen distribuirse según la latitud, ocupando el clima intertropical lluvioso (también llamado intertropical de selva o clima ecuatorial, una estrecha franja de unos 5°, a ambos lados del ecuador). Entre los 5° y 10° de latitudes norte y sur, se disponen las dos franjas de latitud que suelen tener un clima de sabana, con una estación seca que corresponde al invierno térmico (de ahí la letra w, de winter, en el clima Aw según Köppen). La imagen completa de los climas en la zona intertropical a baja altura la ofrecen los climas secos: BS o clima semidesértico y BW o clima desértico propiamente dicho en las islas y costas meridionales del Caribe y desiertos (o semidesiertos) africanos, especialmente, el Sahara, y de la India y Pakistán en Asia.

### Orientación del relieve

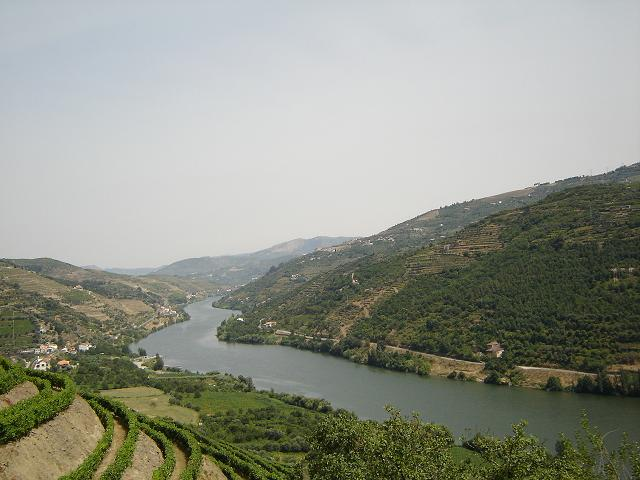
El valle del río Duero en Portugal, aguas arriba de la ciudad de Oporto. Pueden verse hileras de plantas para evitar o limitar la erosión siguiendo las curvas de nivel en la ladera de solana, a la izquierda en la imagen. Este tipo de cultivo sirve para facilitar el riego y/o la penetración del agua de lluvia. Obsérvese que la ladera de solana tiene menos vegetación que la de umbría a pesar de tener menos pendiente.

Las cordilleras y otros relieves de cierta altura (mesetas, valles y cuencas intermontanas, por ejemplo) pueden ejercer un efecto muy importante sobre la localización y la extensión de los diversos pisos térmicos. Dicho efecto tiene dos manifestaciones::
- La orientación del relieve con relación a la insolación, que da origen a la diferenciación entre laderas o vertientes de solana y de umbría, siendo las solanas más cálidas y más secas que las umbrías, por la mayor o menor intensidad de la radiación recibida. Pueden verse los ejemplos señalados en los artículos correspondientes.
- La orientación del relieve con respecto a los vientos dominantes, distinguiéndose las vertientes o laderas de barlovento y las de sotavento, que tienen una importancia extraordinaria con respecto a la intensidad de las lluvias y, en consecuencia, con la mayor o menor riqueza y diversidad de la vegetación.

### Dirección de los vientos
Pero la latitud en la zona intertropical no incide sólo sobre los climas de las zonas de baja altura, es decir, de llanuras, ya que también los demás pisos térmicos se ven modificados en mayor o menor grado por ella. Así, las zonas de barlovento en valles o llanuras intermontanas en latitudes que tendrían clima de sabana tienen también clima de selva porque el encierro de vientos húmedos que vienen del mar obliga a que se eleven y descarguen numerosas precipitaciones. Es el caso del sur del lago de Maracaibo donde los vientos del noreste (los alisios) dan origen a unas precipitaciones muy intensas y duraderas y al fenómeno conocido como el relámpago del Catatumbo, a ambos lados de la frontera colombo - venezolana.

### Continentalidad
La mayor o menor distancia al mar también afecta la disposición y características de los pisos térmicos en la zona intertropical. En África, por ejemplo, los pisos térmicos tienen menor riqueza y variedad que en América del Sur, por el relieve mesetario que aísla a los macizos volcánicos del interior. Hasta cierto punto es una situación parecida a la del Altiplano boliviano que, al estar rodeado de montañas y muy alejado del océano Atlántico (de donde vienen los vientos alisios), presenta unos pisos térmicos con climas más secos y con menor diversidad ecológica y de la vegetación. En el Perú también la disposición de los pisos térmicos está influenciada por la distancia hasta el océano Atlántico: es en la vertiente atlántica de los Andes peruanos donde podemos conseguir la misma disposición de pisos térmicos que encontramos en otros países sudamericanos: en los valles intermontanos, la situación es mucho más favorable para los asentamientos a gran altura, por el clima relativamente seco y soleado, por lo que en este país se encuentran las poblaciones permanentes ubicadas a mayor altitud (unos 5000 m s. n. m.) en el mundo (). En realidad, este factor modificador de los pisos térmicos tiene que verse en relación con el anterior ya que ambos se presentan juntos en la naturaleza.
Sin embargo, en las llanuras amazónicas de América del Sur, la distancia al mar no es un motivo de una diferenciación climática importante, ya que la vegetación de selva ecuatorial (macrotérmica) con lluvias abundantes se presenta, tanto cerca del mar como a 4000 km tierra adentro, sin casi variaciones perceptibles: más bien las lluvias se incrementan al llegar al piedemonte andino por el efecto orográfico del relieve. Esta característica siempre ha intrigado a los geógrafos y climatólogos quienes han dado diferentes explicaciones. Pablo Vila, por ejemplo, hace referencia a la humedad ambiental tan grande de la selva intertropical que a través de la evaporación de las aguas de lluvia, como de la transpiración de las plantas genera gran parte del vapor de agua que se une a la procedente del océano Atlántico para condensarse en las lluvias tan frecuentes en esta zona sudamericana () aunque es probable que la razón más plausible se encuentre en la «huella» de alta presión que dejan en la superficie las lluvias anteriores. El conocido refrán sobre que «después de la tormenta viene la calma» se podría aplicar en este caso ya que esa calma no es sino la mayor estabilidad que produce la alta presión que una lluvia de convección deja a su paso. Así, una nube que proceda del mar irá sorteando las zonas donde han caído lluvias anteriores. Este proceso es el que ayuda a explicar la distribución bastante homogénea de las lluvias en la cuenca del Amazonas (y del Orinoco) que sólo se ve interrumpida en la región noreste del Brasil, con las sequías periódicas que dieron pie para el libro de Josué de Castro Geopolítica del hambre (), en el que se denuncian las sucesivas marchas de pobladores del noreste avanzando e invadiendo zonas cultivadas hacia el sur y empujados por las sequías continuadas (Josué de Castro hacía referencia a la situación que se presentaba a mediados del siglo XX).

### Corrientes oceánicas
La influencia de las corrientes oceánicas en los climas de la zona intertropical ha sido en cierta manera subestimada en muchas obras de Meteorología y Climatología y, sin embargo, tiene una enorme importancia, como puede verse en el análisis de la corriente ecuatorial de este a oeste, tanto en el océano Atlántico como en el Índico y el Pacífico. En el caso del Océano Atlántico, por ejemplo : tiene una influencia decisiva sobre los climas del Brasil, ya que, las sequías periódicas del noreste de este país se deben a la escasa influencia que dicha corriente tiene en el noreste brasileño, lo cual se debe a que la corriente cálida ecuatorial, que trae una gran cantidad de nubes hacia el Brasil, se desvía hacia el noroeste por la configuración de la costa: como el cabo de San Roque se encuentra hacia el sur de dicha corriente, la mayor parte de la misma queda desviada hacia el noroeste, ocasionando unas lluvias mucho más intensas en las Guayanas que en aquella zona del Brasil. Sin embargo, la influencia de las corrientes marinas sobre la disposición de los pisos térmicos en los relieves de la zona intertropical es bastante limitada, aunque se puede ver una mayor riqueza de la vegetación y una mayor precipitación en los relieves costeros de la zona intertropical, en las áreas expuestas a la Corriente Ecuatorial del Norte, como es el caso de los relieves guayaneses, en comparación a los pisos térmicos en el noreste del Brasil, mucho menos lluviosos y de menor riqueza vegetal.

## Ciudades de la zona intertropical con climas de altura

### Subtropical
Ciudades con una temperatura media anual entre 18 y 24 °C:
- (24.9 °C)  San Cristóbal: 892 m.s.n.m
- (22.9 °C)  Bucaramanga: 900 m s. n. m. (metros sobre el nivel del mar)
- (22.0 °C)  Alajuela: 952 m s. n. m.
- (22.6 °C)  Caracas: 959 m s. n. m.
- (21.7 °C)  Tegucigalpa: 990 m s. n. m.
- (24.0 °C)  Cali: 1018 m s. n. m.
- (21.0 °C)  Heredia: 1157 m s. n. m.
- (22.0 °C)  San José: 1172 m s. n. m.
- (18.7 °C)  Moquegua: 1410 m s. n. m.
- (18.8 °C)  Pereira: 1411 m s. n. m.
- (19.2 °C)  Jalapa: 1417 m s. n. m.
- (22.4 °C)  Medellín: 1495 m s. n. m.
- (19.6 °C)  Ciudad de Guatemala: 1500 m s. n. m.
- (20.9 °C)  Cuernavaca: 1510 m s. n. m.
- (19.0 °C)  Guadalajara: 1566 m s. n. m.
- (19.9 °C)  León: 1815 m s. n. m.
- (18.9 °C)  Querétaro: 1820 m s. n. m.
- (18.5 °C)  Aguascalientes: 1888 m s. n. m.
- (18.7 °C)  Huánuco: 1898 m s. n. m.
- (18.8 °C)  Abha: 2270 m s. n. m.

### Templado
Ciudades con una temperatura media anual entre 14 y 18 °C:
- (17.8 °C)  Cartago: 1435 m s. n. m.
- (17.8 °C)  Mérida: 1630 m s. n. m.
- (17.8 °C)  Nairobi: 1795 m s. n. m.
- (17.4 °C)  San Luis Potosí: 1850 m s. n. m.
- (15.6 °C)  Nuwara Eliya: 1869 m s. n. m.
- (17.6 °C)  Morelia: 1920 m s. n. m.
- (16.6 °C)  Loja: 2006 m s. n. m.
- (17.2 °C)  Puebla: 2135 m s. n. m.
- (16.3 °C)  Manizales: 2153 m s. n. m.
- (17.5 °C)  Ciudad de México: 2250 m s. n. m.
- (15.6 °C)  Asmara: 2325 m s. n. m.
- (15.7 °C)  Cerro Punta: 2287 m s. n. m.
- (15.5 °C)  Sucre: 2790 m s. n. m.
- (16.2 °C)  Saná: 2350 m s. n. m.
- (14.5 °C)  Arequipa: 2335 m s. n. m.
- (16.3 °C)  Adís Abeba: 2355 m s. n. m.
- (14.7 °C)  Quetzaltenango: 2400 m s. n. m.
- (14.0 °C)  Pachuca: 2432 m s. n. m.
- (14.7 °C)  Cuenca: 2560 m s. n. m.
- (16.1 °C)  Cochabamba: 2570 m s. n. m.

### Frío
Ciudades con una temperatura media anual entre 10 y 14 °C:
- (13.9 °C)  Nyahururu: 2303 m s. n. m.
- (13.5 °C)  Zacatecas: 2496 m s. n. m.
- (12.9 °C)  Pasto: 2527 m s. n. m.
- (13.1 °C)  Bogotá: 2648 m s. n. m.
- (11.6 °C)  Toluca: 2667 m s. n. m.
- (13.0 °C)  Cajamarca: 2750 m s. n. m.
- (13.6 °C)  Quito: 2780 m s. n. m.
- (13.1 °C)  Tunja: 2780 m s. n. m.
- (12.0 °C)  Huancayo: 3259 m s. n. m.
- (13.0 °C)  Cuzco: 3399 m s. n. m.
- (10.9 °C)  La Paz: 3640 m s. n. m.

### Páramo o puna
Ciudades con una temperatura media anual entre 3 y 10 °C:
- (9.4 °C)  Ixchiguán: 3185 m s. n. m.
- (8.3 °C)  Vetas: 3350 m s. n. m.
- (4.9 °C)  Apartaderos: 3505 m s. n. m.
- (9.0 °C)  Huancavelica: 3676 m s. n. m.
- (8.4 °C)  Puno: 3810 m s. n. m.
- (5.2 °C)  Mina Pirquitas: 4147 m s. n. m.
- (8.1 °C)  El Alto: 4150 m s. n. m.
- (5.5 °C)  Cerro de Pasco: 4330 m s. n. m.

### Gélido
Ciudades con una temperatura media anual menor a 3 °C:
- (2.7 °C)  Llallagua: 4428 m s. n. m.
- (0 °C)  La Rinconada: 5300 m s. n. m.